# Johan Ferrández d'Heredia
Johan Ferrández d'Heredia (~1310, Munébrega - 1396, Avinyó) fou un escriptor, mecenes, polític i diplomàtic aragonès al servei del rei Pere III el Cerimoniós, fou castellà d'Amposta i mestre de l'orde de Sant Joan de Jerusalem.

## Biografia política i militar
Heredia va néixer als voltants de 1310 a Munébrega (a prop de Calataiud), Regne d'Aragó. El 1328 ja era membre de l'orde de l'Hospital, i va ser comanador d'Alfambra i de Villel (1333). El 1338, Pere el Cerimoniós el va nomenar conseller i va ser castellà d'Amposta el 1346, on va succeir Sanç d'Aragó, oncle de Pere el Cerimoniós, la dignitat més alta de l'orde a la corona d'Aragó, juntament amb el priorat de Catalunya. Des d'aquest lloc va ajudar el rei en les seves lluites de la Guerra de la Unió, contra Jaume III de Mallorca en la batalla de Llucmajor, i en la Guerra dels dos Peres contra Pere I de Castella.
El 1355 fou nomenat prior de l'orde a Castella i Lleó. Tot i els seus càrrecs eclesiàstics, va tenir diferents relacions amoroses de les quals va tenir quatre fills (Toda, Donassa, Teresa i Joan), que foren legitimats pel rei Pere.
Des de 1356, el suport del papa Innocenci VI li va valer per a ser prior de l'abadia de Sant Geli i es va traslladar a la cort papal d'Avinyó, on el papa el va nomenar governador de la ciutat i li'n va encarregar la defensa, cosa que el va portar a construir-ne les muralles actuals. Va mantenir bones relacions amb els papes que van seguir (Urbà V i Gregori XI, així com amb Benet XIII, aragonès com ell). Des de la cúria papal, fou ambaixador dels reis Pere IV d'Aragó i Joan I d'Aragó.
El 24 de setembre de 1377 fou promocionat i nomenat gran mestre de l'orde de Sant Joan de Jerusalem, càrrec que ocupà fins a la seva mort, el 1396. En aquest càrrec va col·laborar amb el papat, el Regne d'Aragó i el de Castella. El 1377 va preparar des de Nàpols una expedició militar per tal d'annexionar el Principat d'Acaia i les possessions de Lepant, però fou capturat al golf d'Arta i l'expedició va coixejar. Companyies de Navarra i d'albanesos van conquerir Lepant, però Heredia va passar dos anys de captiveri. Des de la posició hospitalera de Rodes, va aconseguir mantenir a ratlla els turcs i a més va ocupar Corint i Morea.
El 1382 va retornar a Occident, primer a Barcelona i després a Avinyó. El 1383, a València, va haver de fer front al cisma des de dins de l'orde i va avortar l'intent de Riccardo Caracciolo per a aconseguir la màxima dignitat hospitalera, ja que Heredia era partidari del papa d'Avinyó i aquest del de Roma. Va aconseguir mantenir l'orde unit i ell com a cap.
Va morir el 1396 a Avinyó i fou enterrat al priorat de Santa Maria de Casp, que ell havia fundat deu anys abans.

## Obra literària
Heredia fou un erudit que va treballar en literatura i història, i fou un precursor de l'humanisme en llengua aragonesa. Va patrocinar un escriptori d'història, molt de moda a la cort de Pere IV d'Aragó. Un cop mort, la seva biblioteca va anar a parar a Íñigo López de Mendoza, marquès de Santillana i també a la biblioteca de Benet XIII. Actualment, es conserven a la Biblioteca Nacional de Madrid i a la Biblioteca de l'Escorial.

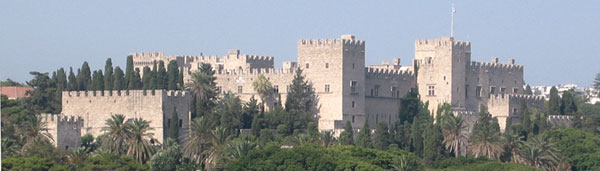
Castell de l'orde de Sant Joan de Jerusalem, a Rodes

El més important, fou, sens dubte, que gràcies a la presència d'Heredia a Rodes, se li van encarregar les primeres traduccions de Tucídides i Plutarc a una llengua romànica. Aquestes traduccions són obra d'un bibliòfil apassionat per la història universal. En la Grant Crónica de Espanya, ens trobem amb una compilació històrica amb textos clàssics, i també usa fonts en vulgar, com el Roman de Troie i va intentar construir una història de Grècia i l'Imperi Romà d'Orient amb vista al passat clàssic, cosa que no era gents habitual a Occident.
Heredia va viatjar a Rodes el 1354-55 com a legat papal, juntament amb Raymond Berenger i Pierre de Corneillan, però fou durant la seva estada de 1379 a 1382 quan va organitzar la seva producció històrica. L'encàrrec de textos clàssics grecs va recaure en Demetrio Calodiqui, de Salònica, que apareix citat al pròleg de l'edició italiana. Aquest traductor havia de traduir del grec clàssic al grec modern, mentre que el bisbe d'Adrianòpolis traduïa el text grec a l'aragonès.
Fu translatata di gramatica greca in vulgar greco in Rodi per un philosopho greco chiamato omitri talodiqui e di greco fu translatata in aragonese per un freyre predicatore vispo di ludervopoli, molto sofficiente cherico in diverse scienze. e grande ystoriale, e experto in diverse lingue.
Els documents certifiquen que Heredia va concedir a Calodiqui l'escrivania de Rodes de manera perpètua el desembre de 1383 i el va autoritzar a quedar-se els còdexs d'un tal Gavidiotti, un dels quals podria ser les Vides paral·leles de Plutarc, que Heredia va voler traduir.
El segon traductor era el dominic Nicolau, bisbe de Drenòpolis (Adrianòpolis, a Etòlia), que havia servit de traductor en el viatge de Joan V Paleòleg a Roma (1369). De 1380 a 1384 es trobava a Rodes, com a vicari de l'arquebisbe. De 1384 a 1386 va viure a Avinyó, on va traduir els textos recopilats per Heredia.
La traducció a l'aragonès de les Vides paral·leles de Plutarc fou usada en les seves obres històriques, com en la Grant Crónica de los Conquiridores i la Grant Crónica de Espanya (abans de 1385). L'humanista Coluccio Salutati va aconseguir una còpia de la versió aragonesa abans de 1388 i sobre aquesta en va fer la versió italiana cap al 1396 i en el pròleg de la qual es troba la informació dels traductors. La traducció encarregada per Heredia de la Història de la Guerra del Peloponès de Tucídides es conserva sota la sigla de BNM 10.801, copiada circa 1384 a Avinyó, però és, desgraciadament, parcial, ja que només conté dos discursos.
La traducció de l'Epítome Historiarum va ser utilitzada en la primera part de la Crónica de los Conquiridores (que abasta el període 780-1118); el text va rebre el títol de Libro de los emperadores que fueron en Grecia. La segona part, anomenada Crónica de los Conquiridores, es divideix en 18 llibres, cada un dedicat a un conqueridor il·lustre de l'antiguitat i de l'edat mitjana (Marc Antoni, Octavi August, Tiberi, Àtila, Carles Martell, Carlemany, Mussa ibn Nussayr, Tàriq ibn Ziyad, Genguis Kan, Ferran III de Castella i Jaume I el Conqueridor entre d'altres). Les fonts en són Plutarc, Troge Pompeu (mitjançant Justí), les Fleurs des histoires d'Orient i les Crónicas de San Fernando y Jaume I. Es conserven en el manuscrit BNM, 10.134 bis.
Encarregà la traducció a l'aragonès del Libro de los fechos et conquistas del principado de la Morea, conegut com la Crònica de Morea, una narració anònima de la conquesta franca d'aquesta ciutat del Peloponès durant la Primera Croada fins al 1292. Es conserva en quatre versions: grega, francesa, italiana i aragonesa i alguns fragments apareixen en la Crònica de Doroteo de Monemvasiá. No se sap si la versió original era grega o francesa. La versió aragonesa, que abasta el període comprès entre 1197 i 1377, no es limita a reproduir la versió original, sinó que també inclou material d'altres procedències (com els cronistes Giovanni Villani, Ernoul i Baudoin d'Avesnes). Fou copiada per Bernardo de Jaca el 1393: 
fue conplido et acabado de escrivir digous a. XXIII del mes de octubre en el anyo de nuestro senyor M.CCC.XC.tercio. Bernardos est dictus qui scripsit, sit benedictus. De Iaqua vocatur qui scripsit, sit benedictus. Amen.
La traducció a l'aragonès fou encarregada per Johan Ferrández d'Heredia el 1377, i fou inclosa en la Grant Crónica de los Conquiridores.

## Obres

### Traduccions
- Libro d'os Emperadors.
- Libro de los fechos et conquistas del principado de la Morea.
- Flor de las Ystorias d'Orient.
- Libro de Marco Polo.
- Libro de Actoridades o Rams de Flores.
- Discursos d'a Istoria d'a Guerra d'o Peloponeso.
- Secreto Secretorum.
- Ystorias de Orosio.
- Bidas Paralelas, de Plutarc.
- Historia Romana, de Pau Diaca.

### Compilacions històriques
- Grant Cronica d'Espanya, en tres parts (se'n conserven dues).
- Cronica de los conquiridors, 18 llibres en dues parts, sèrie de biografies de personatges famosos que finalitza amb Jaume I d'Aragó «el Conqueridor».

### Altres obres
- Cartulario Magno, que conté uns tres mil documents sobre la castellania d'Amposta.

Algunes obres s'han perdut, però se'n coneix l'existència per la correspondència amb els reis d'Aragó: unes històries d'un monjo negre traduïdes al català, i una Summa Historiarum, traduïda a l'aragonès.